# Hana Machková
Hana Machková (* 13. května 1958 Praha) je česká ekonomka, v letech 2014 až 2022 rektorka Vysoké školy ekonomické v Praze.

## Kariéra
Zaměřuje se na výuku a výzkum v oblasti mezinárodního marketingu. Je členkou odborných grémií v České republice i v zahraničí (mj. vědecké rady Vysoké školy ekonomické v Praze, vědecké rady Fakulty mezinárodních vztahů VŠE, vědecké rady Masarykovy univerzity v Brně a správní rady AMU). Je také členkou International Advisory Board WU ve Vídni a členkou výkonného výboru EIASM. Od roku 2019 vykonává funkci předsedy International Advisory Board iaelyon, School of Management. Pro období 2017–2021 byla zvolena do výkonného výboru EUA (European University Association) na základě nominace České konference rektorů. V roce 2019 byla zvolena předsedkyní CAMBAS (České asociace MBA škol) na pětileté funkční období.
V roce 2014 byla zvolena rektorkou Vysoké školy ekonomické v Praze. Od roku 1990 je ředitelkou Francouzsko-českého institutu řízení na VŠE. V letech 2002–2014 byla vedoucí katedry mezinárodního obchodu na Fakultě mezinárodních vztahů VŠE, v období 2006–2014 pak prorektorkou pro zahraniční vztahy a PR a statutární zástupkyní rektora. Rektorkou byla zvolena i do dalšího období, na konci ledna 2018 ji opět jmenoval prezident Miloš Zeman, a to s účinností od 1. dubna 2018. Funkci zastávala do konce března 2022, kdy ji vystřídal Petr Dvořák. Od 1. dubna 2022 byla jmenována prorektorkou pro mezinárodní vztahy.

## Ocenění
Působila také jako hostující profesorka na několika školách ve Francii a je nositelkou řádu Chevalier dans l'Ordre des Palmes Académiques, státního vyznamenání uděleného předsedou vlády Francouzské republiky v roce 2006. V dubnu 2016 převzala Řád čestné legie za zásluhy o rozvoj univerzitních a vědeckých vazeb mezi Českou republikou a Francií. V listopadu 2021 byla oceněna Řádem akademických palem nejvyššího stupně, Commandeur dans l´Ordre des Palmes Académiques.
V roce 2009 získala ocenění Marketér roku.
V anketách Hospodářkých novin TOP ženy Česka byla v lednu 2016 poprvé oceněna mezi Top 25 ženami české veřejné sféry. Uspěla i v roce 2016 , v 2017 , 2018, 2019, 2020 i 2021. Mezi nejvlivnější ženy Česka jí jako rektorku VŠE řadil i časopis Forbes.

## Vzdělání
- 1981 – titul Ing. v oboru Ekonomika zahraničního obchodu (VŠE)
- 1990 – titul CSc. v oboru Zahraniční obchod (VŠE)
- 1994 – hodnost docent v oboru Mezinárodní obchod (VŠE)
- 2004 – hodnost profesor v oboru Mezinárodní obchod (VŠE)

## Zaměstnání
- 1981–1991 – VŠE, katedra ekonomiky a řízení zahraničního obchodu
- od 1991 – VŠE, katedra mezinárodního podnikání